# جوب (أمانة العاصمة)

تعديل مصدري - تعديل

جوب هي إحدى قرى مديرية ضواحي الأمانة سنحان وبني بهلول التابعة لمحافظة أمانة العاصمة صنعاء اليمنية ، بلغ تعداد سكانها 3114 نسمة حسب الإحصاء الذي أجري عام 2004.